# Fredrik Bergström (Segler)
Fredrik Bergström (* 9. Juli 1990 in Onsala) ist ein schwedischer Segler.

## Erfolge
Fredrik Bergström, der für die Kungliga Svenska Segelsällskapet segelt, wurde in der 470er Jolle mit Anton Dahlberg 2017 in Thessaloniki Zweiter und 2019 in Enoshima Dritter bei den Weltmeisterschaften. 2021 gelang ihnen in Vilamoura schließlich der Titelgewinn. 2018 in Burgas und 2019 in Sanremo wurden die beiden außerdem Europameister und belegten 2021 in Vilamoura den dritten Platz.
Zweimal nahm Bergström an Olympischen Spielen teil. Bei seinem Olympiadebüt 2016 in Rio de Janeiro trat Bergström mit Anton Dahlberg an und zog mit ihm in das abschließende Medal Race ein. Sie wurden in diesem Fünfte, womit sie den Wettbewerb mit 79 Punkten auf dem sechsten Platz beendeten. Auch bei den 2021 ausgetragenen Olympischen Spielen 2020 in Tokio qualifizierten sich Bergström und Dahlberg in ihrer Konkurrenz für das Medal Race. Sie gewannen zuvor drei der zehn Wettfahrten und gingen als Gesamtzweite in die entscheidende Wettfahrt, die sie ebenfalls auf Rang zwei abschlossen. Mit 45 Gesamtpunkten gewannen sie hinter den siegreichen Australiern Mathew Belcher und William Ryan mit 23 Punkten und vor Jordi Xammar und Nicolás Rodríguez aus Spanien mit 55 Punkten die Silbermedaille.